# Sir (Jenin)
Sir (àrab: صير, Ṣīr) és una vila palestina de la governació de Jenin, a Cisjordània, al nord de la vall del Jordà, a 18 kilòmetres al sud de Jenin. Segons el cens de l'Oficina Central Palestina d'Estadístiques (PCBS) tenia 769 habitants en 2007.